# Emilio Montano
Emilio Montano (Città del Messico, 18 dicembre 1953) è un ex tennista messicano.

## Carriera
In carriera ha vinto un titolo di doppio, l'International Tennis Championships of Colombia nel 1979, in coppia con Jairo Velasco, Sr.. Nei tornei del Grande Slam ha ottenuto il suo miglior risultato raggiungendo il secondo turno nel singolare all'Open di Francia nel 1977, e nel doppio sempre all'Open di Francia nel 1973, 1977 e 1980, e a Wimbledon nel 1976.
In Coppa Davis ha giocato un totale di 6 partite, ottenendo 3 vittorie e 3 sconfitte.

## Statistiche

### Doppio

#### Vittorie (1)
| Numero | Anno             | Torneo                                                 | Superficie  | Compagno           | Avversari in finale         | Punteggio |
| 1.     | 18 novembre 1979 | International Tennis Championships of Colombia, Bogotà | Terra rossa | Jairo Velasco, Sr. | Bruce Nichols Charles Owens | 6-2, 6-4  |